# پارک ملی آندردلن
پارک ملی آندردلن (به لاتین: Ånderdalen National Park) یک پارک ملی در نروژ است که در Torsken واقع شده‌است.

## جغرافیا
پارک ۱۲۵ کیلومتر مربع (۴۸ مایل مربع) وسعت دارد. این پارک با حکم سلطنتی در ۶ فوریه ۱۹۷۰ تأسیس شد و در سال ۲۰۰۴ گشترش یافت.

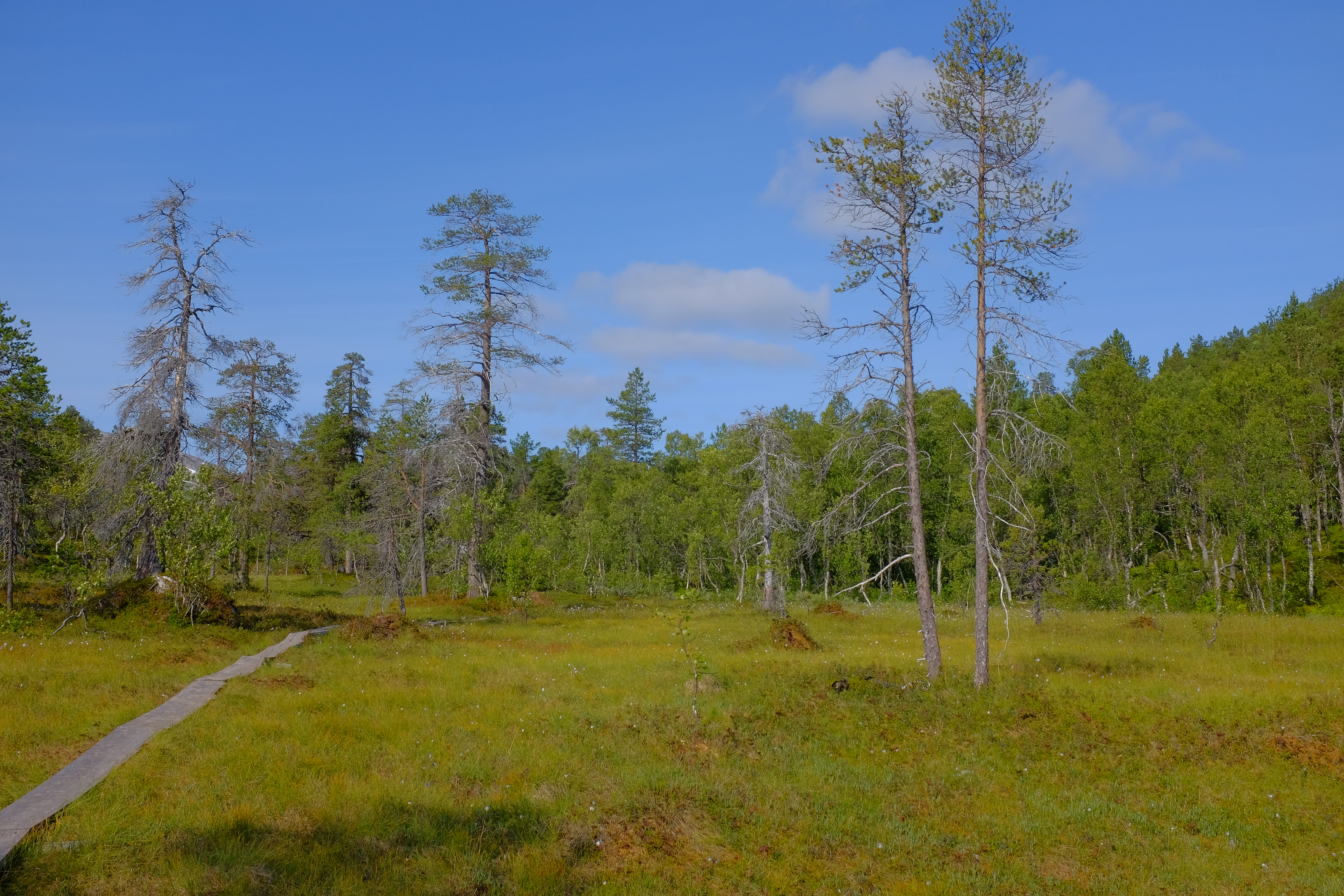
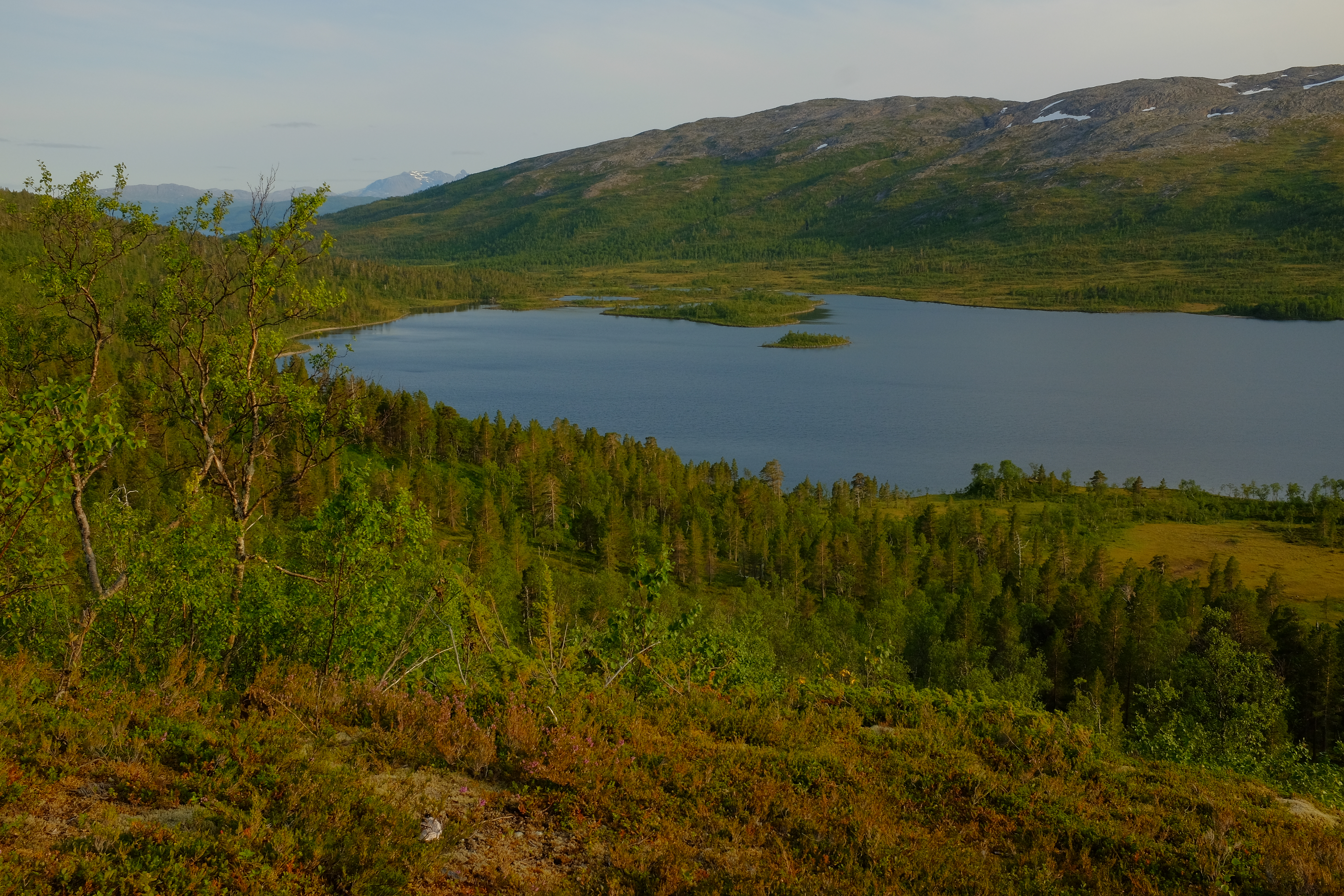
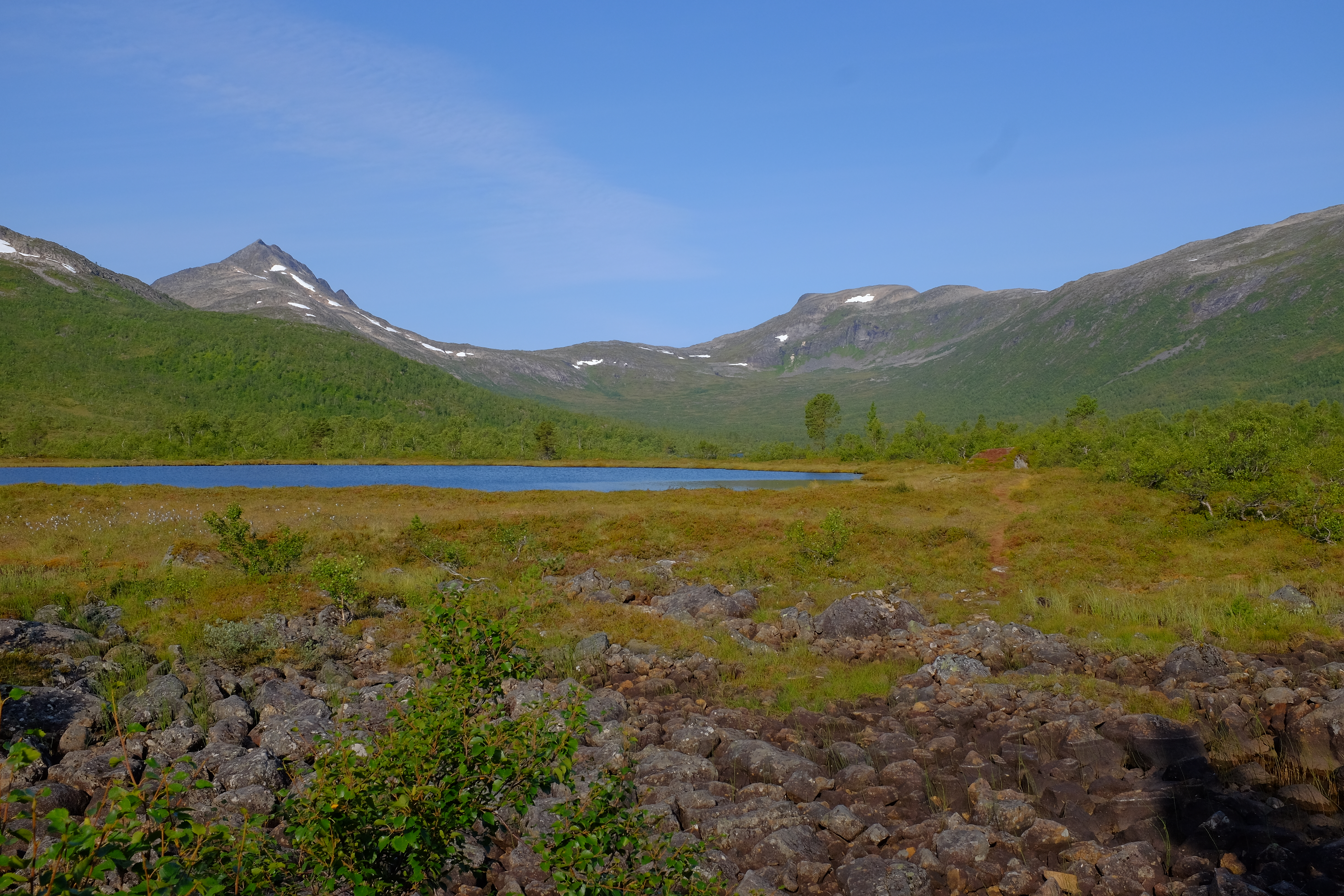